# じゃじゃ丸の大冒険
『じゃじゃ丸の大冒険』（じゃじゃまるのだいぼうけん）は、1986年8月22日に日本のジャレコ（現：シティコネクション）から発売されたファミリーコンピュータ用横スクロールアクションゲーム。

## 概要
『忍者くん 魔城の冒険』（1984年）のスピンオフ作品として発売された『忍者じゃじゃ丸くん』（1985年、以下「前作」）の続編。主人公のじゃじゃ丸を操作し、なまず太夫によって攫われたさくら姫を助け出すのが目的。本作は『スーパーマリオブラザーズ』（1985年）のような右一方向スクロールの長いステージを突き進む内容になっており、中ボスとの対決ステージも用意されている。また前作で登場したカエルの「ガマパックン」も引き続き登場する。

## ゲーム内容

### システム
前述の通り、シーン（ステージ）は右への一方向スクロールで後戻りできない。またクリア条件も変化しており、敵の全滅ではなく右端の出口に辿り着くことでクリアとなる。落ちるとミスになる穴が途中に存在するシーンもある。
偶数のシーンは妖怪軍団の四天王およびなまず太夫との対決シーンとなっている。このシーンは左右にスクロールし、敵を倒すことができれば高得点が加算される。またボーナスステージのような扱いになっており、やられても次のシーンに進むことができる。
全20シーンでありエンディングはなく、一周クリアするとまた最初に戻るループゲームである。

### アイテム
魂以外はいずれもブロックの中に隠されている。
透明薬
一定時間じゃじゃ丸が透明になり、無敵状態になって敵や敵の攻撃をすり抜けられるようになる。
トロッコ
一定時間じゃじゃ丸の移動スピードが増し、無敵状態になって体当たりで敵を倒せるようになる。前作と違ってこれで倒すと魂が出ないが1000点獲得できる。ジャンプ中も高速で動けるので普段より長い距離を跳ぶことができるが、足場の少ない所での操作は難しい。
スーパー手裏剣
一定時間手裏剣の射程が伸びる。前作と異なり敵を貫通するうえ、敵撃破時に魂まで一緒に取ることができる。またあらゆる敵を一撃で倒すことが可能。
フラッシュ
懐中電灯型のアイテム。ABボタンを同時に押す事で敵を一定時間行動不能に出来る。
上記のアイテムを3つ獲得すると自動的に『木の葉隠れの術』が一定時間発動する。発動中、敵は出現と同時に全滅し1体につき1000点獲得する。
ガマパックン
前作では一定の条件が揃ったときの必殺技的存在だったが、本作ではガマパックンそのものがブロックに隠されている。一定時間じゃじゃ丸がガマパックンに乗り、敵を食べてしまうことができるが、前作と違って敵は金縛りにならない。
小丸くん
前作と同様の1UPアイテム。
大判、 小判、大ダイヤ、小ダイヤ
取ると大判、大ダイヤが500点、小判、小ダイヤが200点獲得できる。
爆弾
前作と同様の罠アイテム。取るとじゃじゃ丸が黒焦げになってミスになる。透明薬やトロッコの状態でもミスになる。
魂
手裏剣で敵を倒すと出現する。50個集めるとじゃじゃ丸の残り人数が一人増える。

## ストーリー
なまず太夫を倒し、さくら姫を無事救出したじゃじゃ丸。しかし助け出したさくら姫は替え玉の人形だった！未だなまず太夫の手中にあるさくら姫を今度こそ救出すべく、じゃじゃ丸は再びなまず太夫に挑むのだった。

## 敵キャラクター
敵の種類は大幅に増えており、中には耐久力のあるものや接触するだけでミスになるものもいる。

### 通常シーン
疫病神
白髭の老人の姿の敵。地面をゆっくりと前進し、口から入れ歯を放って攻撃してくる。一方向にしか動かないので、後ろから攻撃すれば簡単に倒せる。
大舌
名前どおり大きな舌を持つ妖怪。ぴょんぴょん跳ね回りながら舌を伸ばして攻撃する。伸びた舌に触れるとやられてしまう。
鬼ギリ
鬼のような妖怪。上方から降りてきて、床に火をつけていく。前方へ弾を撃って攻撃もしてくる。
のっぺら
その名の通り、のっぺらぼうのような顔がない妖怪。シーン3に登場する。前方へ弾を撃って攻撃してくる。
ヘドボン
前作から引き続き登場の、ドクロ顔の妖怪。骨を投げて攻撃してくる。
ドクロ
地面を転がって前進してくる頭蓋骨。シーン5に登場する。耐久力があり、手裏剣を3発当てないと倒せない。攻撃はしてこないが、接触するだけでやられてしまう。
ハチ
じゃじゃ丸目がけて飛んでくる、小さな虫のような敵。体当たりされる（刺される）と気絶と同じような状態になって、少しの間動けなくなる。
キツネ
コウモリのような翼の生えたキツネの妖怪。近づくと飛び回りながら糞で攻撃してくる。また、接触しただけでもやられてしまう。
むしばらす
虫歯の細菌を思わせる顔の妖怪。シーン7に登場する。鎌を投げて攻撃してくる。
テロ
下半身が地面に埋まった妖怪。シーン7に登場する。その場で動かず、上方へ3発同時に放物線状に爆弾を投げて攻撃する。この敵も耐久力があり、手裏剣では16発当てないと倒せない。
僧だ
妖怪に魂を売った僧侶。念仏を唱えて攻撃してくる。
ダルマ
『忍者くん 魔城の冒険』に登場した敵。じゃじゃ丸とは本作で初顔合わせになる。鎌で攻撃しながら地面に沿ってひたすら前進してくるが、後半になると画面端で反転して追いかけてくる。前半のシーンで頻繁に登場する。
おゆき
前作から引き続き登場の雪女。シーン11に登場する。氷剣で攻撃してくる。
百目
体中に目のついた妖怪。ほかの敵と同様、弾を撃って攻撃してくる。後半シーンで頻繁に登場する。
提灯
近づくとじゃじゃ丸をしつこく追いかける化け提灯。火を吐いて攻撃してくる上に接触するだけで黒焦げにされてやられてしまう。
タヌキ
白装束を着たタヌキ。手裏剣で攻撃しても、一定時間気絶するだけで倒すことができない。スーパー手裏剣などのアイテムでのみ倒すことが可能。
ろく子
ろくろ首のような妖怪。シーン13に登場する。近づくと首を伸ばしながら攻撃してくる。頭部に接触するだけでやられてしまう。
ヘビ丸
とぐろを巻いた毒蛇のような妖怪。シーン15に登場する。耐久力があり、手裏剣を2発当てないと倒せない。ぴょんぴょん跳ね回りつつじゃじゃ丸に向かってきて、攻撃はしてこないが接触するだけでやられてしまう。
カラカッサ
前作から引き続き登場の唐傘お化け。シーン17に登場する。下駄で攻撃してくるが、前作とは違って動かない。
樹娘
人型の妖怪。シーン19に登場する。特徴はテロと似ていて、こちらは木の葉を投げて攻撃してくる。耐久力はテロより低く、手裏剣5発で倒せる。またこのシーンには川（落ちるとミスになる穴）があるので、体当たりで押して落とすことも可能。
火の玉
タイムが0になると現れる無敵キャラクター。前作同様じゃじゃ丸をしつこく追い回し、やり過ごしてもまた出現する。

### 四天王シーン
四天王はいずれも手裏剣3発で倒すことができ、2度目の戦い（シーン12）以降はそれまでの1体から2体に増える。
虚無僧
四天王の一人。末尾に2のつくシーンに登場する。地面で大ジャンプするようにして空中を舞い、爆弾を落としてくる。
カミナリパンツ
四天王の一人。名前どおりカミナリ様のような姿で、末尾に4のつくシーンに登場する。空中を左右に波形に飛び、真下へ雷を落として攻撃する。
ザビエル
四天王の一人。フランシスコ・ザビエルの亡霊を思わせる姿で、末尾に6のつくシーンに登場する。動きは虚無僧に似ているが、爆弾の代わりにジグザグに降下する半月形の鎌を落としてくる。また時おり背景の木のところで動きを止めることがある。
らしゃ面
四天王の一人。顔だけの妖怪で、末尾に8のつくシーンに登場する。動きや攻撃のパターンはカミナリパンツと同じ。雷の代わりに真下へ火炎を吐くが、この火炎は残り火となって地面にしばらく留まる。

### なまず太夫シーン
なまず太夫
妖怪軍団の親玉。前作と異なる大きな姿で、10シーンごとに登場する。虚無僧に似た動きで、口から連続的に爆弾を吐き出してくる。じゃじゃ丸はガマパックンに乗って戦い、ガマパックンの口から吐く火の玉を5発当てれば倒すことができる。またじゃじゃ丸側も一撃でやられることはなく、なまず太夫の爆弾に4発まで耐えることが可能。

## 他機種版
| No. | タイトル                                   | 発売日         | 対応機種               | 開発元             | 発売元             | メディア                            | 型式        | 備考                                                                         | 出典        |
| --- | ------------------------------------------ | -------------- | ---------------------- | ------------------ | ------------------ | ----------------------------------- | ----------- | ---------------------------------------------------------------------------- | ----------- |
| 1   | じゃじゃ丸Jr.伝承記 〜ジャレコレもあり候〜 | 2004年5月26日  | ゲームボーイアドバンス | ジャレコ           | ジャレコ           | ロムカセット                        | AGB-P-BNJJ  | ファミリーコンピュータ版の移植 新作ソフトとファミコン版移植他4作品と同時収録 |             |
| 2   | じゃじゃ丸の大冒険                         | 2010年7月20日  | Windows                | トーセ             | D4エンタープライズ | ダウンロード （プロジェクトEGG）    | -           |                                                                              | [ 3 ]       |
| 3   | 忍者じゃじゃ丸 コレクション                | 2019年12月12日 | Nintendo Switch        | シティコネクション | シティコネクション | Switch専用ゲームカード ダウンロード | HAC-P-ATQDA | 収録ソフトの1つ                                                              | [ 4 ] [ 5 ] |
| 4   | 忍者じゃじゃ丸 コレクション                | 2021年5月20日  | PlayStation 4          | シティコネクション | シティコネクション | BD-ROM ダウンロード                 | PLJM-16432  | 収録ソフトの1つ                                                              | [ 6 ] [ 7 ] |

## 評価
| 項目 | キャラクタ | 音楽 | 操作性 | 熱中度 | お買得度 | オリジナリティ | 総合  |
| 得点 | 3.25       | 3.48 | 2.94   | 3.07   | 2.93     | 2.85           | 18.52 |

ゲーム誌『ファミリーコンピュータMagazine』の読者投票による「ゲーム通信簿」での評価は別記の通り18.52点（満30点）と標準的な評価となっている。